# 후데우지씨
후데우지씨(일본어: 筆氏 붓씨[*])는 일본의 씨족이다.
《신찬성씨록》에 의하면 위만의 후예가 왜에 투하해 선하게 붓과 성을 받았다고 한다.